# Steinweg 4 (Quedlinburg)

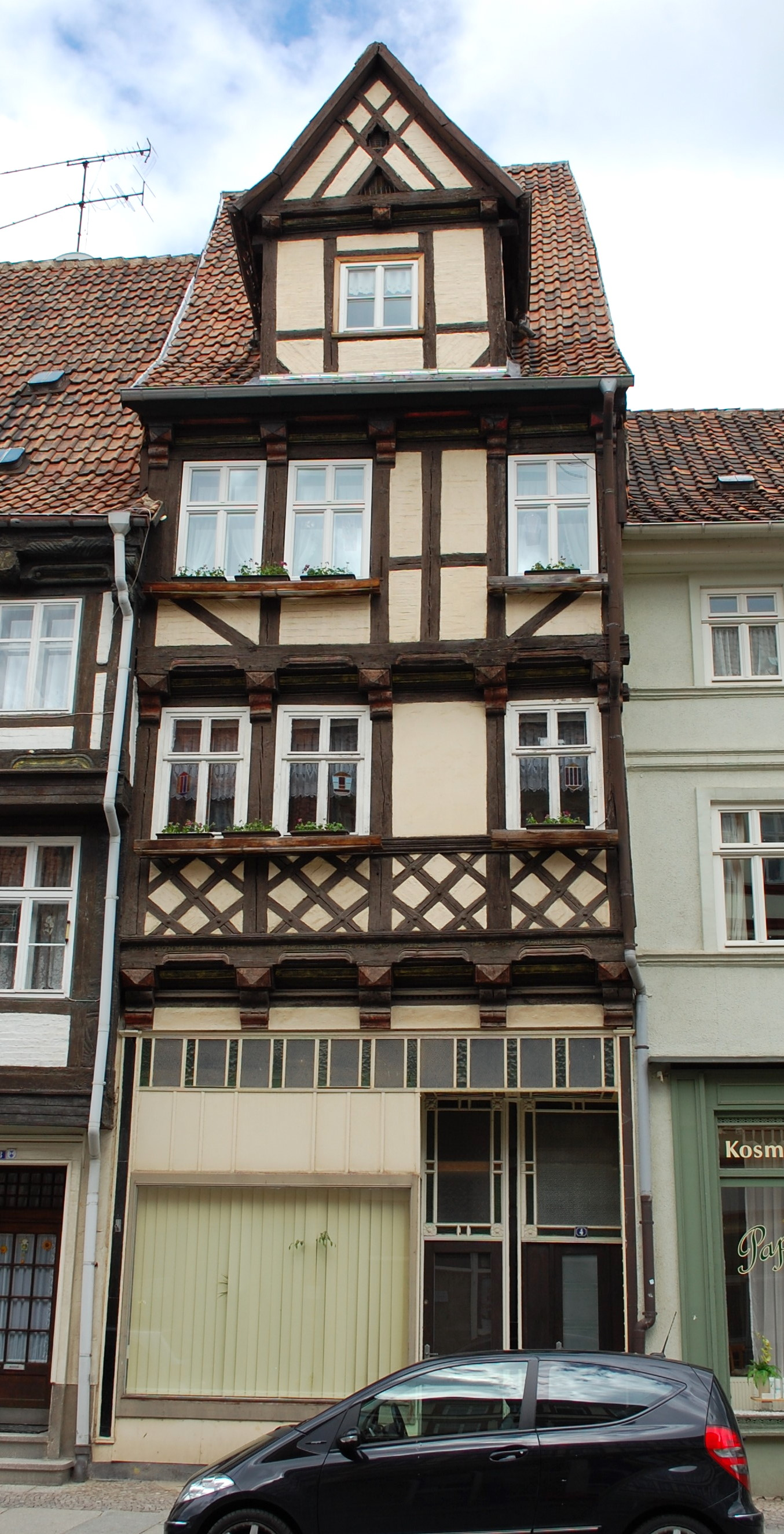
Haus Steinweg 4, 2012

Das Haus Steinweg 4 ist ein denkmalgeschütztes Gebäude in der Stadt Quedlinburg in Sachsen-Anhalt.

## Lage
Das im Quedlinburger Denkmalverzeichnis als Kaufmannshaus eingetragene Gebäude steht an der Nordseite des Steinwegs in der historischen Neustadt Quedlinburgs und gehört zum UNESCO-Weltkulturerbe. westlich grenzt das gleichfalls denkmalgeschützte Haus Steinweg 3 an.

## Architektur und Geschichte
Das dreigeschossige Fachwerkhaus entstand nach einer Bauinschrift im Jahr 1674. Es ist sehr schmal und umfasst nur fünf Gebinde. Auf dem Dach befindet sich ein Zwerchhaus. Eine darin ursprünglich befindliche Ladeluke wurde später zu einem Fenster umgebaut.
Die Fachwerkfassade weist an Brüstung des ersten Obergeschosses Rautenkreuze auf. Weiterhin finden sich Schiffskehlen, Pyramidenbalkenköpfe und profilierte Füllhölzer. Am Gebäude befindet sich eine Inschrift.
Um das Jahr 1910 wurde im Erdgeschoss des Hauses ein Ladengeschäft in der Gestaltung des Jugendstils eingefügt. Die Türen stammen aus der Zeit um 1925.
Auf dem Anwesen befindet sich ein alter Hausbrunnen.